# マーヒ県
マーヒ県（マーヒけん、英語: Mahe district、マラヤーラム語: മയ്യഴി ജില്ല）は、インドのポンディシェリ連邦直轄領を構成する4つの県のひとつ。この県は、マーヒ地方全域から成っている。マーヒ県は、面積においてインドで最も小さな県である 。マーヒ県は、全体がケーララ州に囲まれている。三方はカンヌール県に、南側はコーリコード県に接している。マーヒ県は、地理的には北マラバールの一部である。
人口は、インドの県の中で、少ない方から6番目である。

## 地理
マーヒ県の面積は、8.69平方キロメートル (3.36 sq mi) である。

## 人口
2011年の国勢調査によれば、マーヒ県の人口は 41,816人であり、おおよそリヒテンシュタインの人口と同じである。 これは、640あるインドの県の中で、635番目にあたる。人口密度は、4,659人毎平方キロメートル (12,070/sq mi) である。2001年から2011年にかけての人口増加率は、13.86% であった。マーヒ県の性比は、男性1,000人に対して女性1,176人であり、識字率は 98.35% である。

### 宗教
マーヒ県の宗教（2011年）
マーヒ県における多数派の宗教はヒンドゥー教であり、イスラム教はこれに次ぐ重要な少数派となっている。
マーヒにあるスリ・プタラム・バーガヴァティー寺院 (Sri Puthalam Bhagavathy Temple) は、古代の歴史的なバーガヴァティーの寺院である。この寺院の伝説は、フランスとインドの軍勢の間の紛争の際に起こった出来事について伝えている。また、歴史的な聖テレサ教会も当地にある。これは、キリスト教の宣教師であったイグナティウス・A・S・ヒポリテス (Ignatius A.S. Hippolytes) が、1757年にマーヒの宣教施設の一部として開設したものである

## 観光

### モーペンクンヌの丘
モーペンクンヌは、小高い丘 (Hillock) である。ここは、マーヒ県における歴史的な行楽地である。舗装された歩道や、ベンチ、休憩所などが観光客のために整備されている。この丘には、かつての灯台があり、夕陽を眺める場所として有名になっている。

### 遊歩道

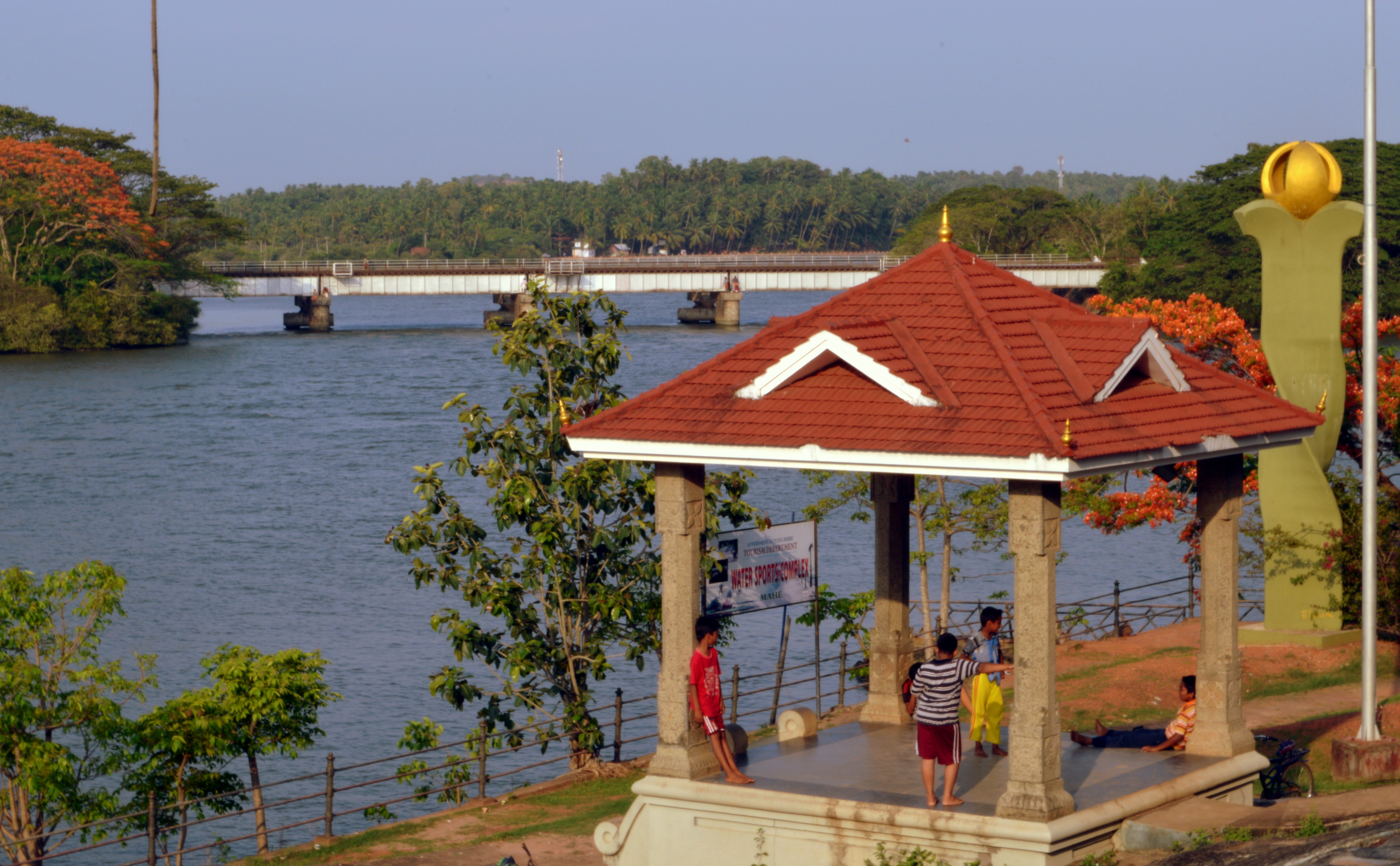

マーヒ川沿いの遊歩道は、主要な観光地のひとつである。この遊歩道は、マーヒの街を周回するように設けられている。遊歩道には、公園のベンチがあり、マーヒ川の美しさを、リラックスして楽しむことができる。

### アジムカム
アジムカムは、アラビア海に面したマーヒ川の三角江である。ここにはタゴレ公園 (Tagore Park) という小さな公園がある。近年、三角江からマーヒ橋 (Mahe Bridge) まで、川沿いを進む2kmの遊歩道が再建された。